# Johanna Geißler
Johanna Geißler (* 30. Juli 1981 in Augsburg) ist eine deutsche Theater-, Film- und Fernsehschauspielerin.

## Leben und Karriere
An den Städtischen Bühnen Augsburg übernahm sie mit 8 Jahren die Rolle des „blinden Mädchens“ in der Inszenierung Liebe und Magie in Mamas Küche von Barbara und Jürgen Esser. Nach dem Abitur 2001 in Augsburg studierte sie in Brandenburgs Landeshauptstadt Potsdam Schauspiel an der Hochschule für Film- und Fernsehen „Konrad Wolf“ am Studio Babelsberg, das sie 2007 abschloss. 2003 erhielt sie den Studentenpreis für junge Künstler der Lichtburgstiftung Berlin. 2006 drehte sie unter der Regie von Ulrike Molsen den Artefilm Die Besucher und unter der Regie von Dieter Berner den Kinofilm Berliner Reigen. Für die beste schauspielerische Darstellung der Hauptrolle wurde sie auf drei internationalen Filmfesten jeweils als „Best Actress“ und „Best female performance“ ausgezeichnet. Während ihres Studiums in Babelsberg spielte sie am Hans-Otto-Theater Potsdam und realisierte freie Arbeiten mit der Theatergruppe „theaterschafft“ unter der Regie von Stephan Thiel. Von 2007 bis 2012 war sie festes Ensemblemitglied des Theaters Bremen. Hier arbeitete sie zunächst mit Christian Pade, Christian von Treskow, Mirja Biel, Christine Eder sowie Robert Schuster und Volker Lösch, Dirk Böhling und Hüseyin Michael Cirpici zusammen.
Zu ihren wichtigsten Rollen gehörten hier „Maggi“ in Die Katze auf dem heißen Blechdach, „Elisabeth“ in Glaube Liebe Hoffnung, „Marie“ in Woyzeck, „Carol“ in Das stille Kind, „Lavinia“ in Titus Andronicus, „Prinzessin Lena“ in Leonce und Lena und „Ursula von der Leyhen“ in Alt Arm Arbeitslos. 2012 und 2013 war sie an der Schaubühne Berlin engagiert, wo sie auch in Volker Löschs Inszenierung Draußen vor der Tür mitwirkte. Seit 2013 ist sie festes Ensemblemitglied des Deutschen Nationaltheaters Weimar, wo sie unter anderem als „Maria Stuart“, „Eve“, „Hilde Wangel“, „Gräfin Tertzky“ und „Prinzessin Sittah“, spielte. In Weimar arbeitete sie mit den Regisseuren Thomas Dannemann, Robert Schuster, Hasko Weber, Jan Neumann, André Bücker, Tobias Wellemeyer, Juliane Kann, Jenke Nordalm, Nurkan Erpulat, Stephan Rottkamp, Matthias Rebstock, Maria Viktoria Linke, Enrico Stolzenburg, Brian Bell, und Swantje Lena Kleff zusammen. In der Inszenierung von Jan Neuman Das Recht des Stärkeren, das zum Heidelberger Stückemarkt eingeladen wurde, übernahm sie 2019 die Hauptrolle.
Geißler stand neben ihrer Theaterarbeit auch regelmäßig für Film- und Fernsehproduktionen vor der Kamera. Zuletzt drehte sie mit Christian Ulmen JERKS und war in den Kinoproduktionen Arschkalt sowie Das Leben ist nichts für Feiglinge, beide unter der Regie von André Erkau, zu sehen.
Johanna Geißler lebt mit ihrer Familie in Weimar.

## Filmografie (Auswahl)
- 2001: Aus heiterem Himmel (Fernsehserie)
- 2003: Lenziana (Spielfilmadaption)
- 2004: Hamlet – ff – (Kurzfilm)
- 2004: Romeo und Julia (Kurzfilm)
- 2005: Die Besucher
- 2006: Berliner Reigen (Kinofilm)
- 2006: Über Leben (Kurzfilm)
- 2006: SOKO Leipzig (Fernsehserie)
- 2007: Nachtblind (Kurzfilm)
- 2010: Arschkalt
- 2011: Das Leben ist nichts für Feiglinge
- 2013: Däumelinchen (Kurzfilm)
- 2014: Heiter bis tödlich: Zwischen den Zeilen – Unter Gaunern (Fernsehserie)
- 2014: Schloss Einstein (Fernsehserie)
- 2016: Jerks. (Fernsehserie)
- 2016: The Hotel Big L
- 2022: Irgendwas mit Medien (Fernsehserie)

## Theater (Auswahl)
- 2022: Der Sturm (The Tempest) von William Shakespeare, (Rolle: Prospera  Regie: Swaantje Lena Kleff, DNT WEIMAR)
- 2022: Der Besuch der alten Dame, (Rolle: Lehrerin, Regie: Hasko Weber, DNT WEIMAR)
- 2020: Junk/Sieben Minuten – Ayad Akhtar, Stefano Massini (Rolle: Max Cizik; Sophie, Regie: Maria V. Linke, DNT WEIMAR)
- 2020: Urfaust – Johann W. von Goethe (Rolle: Frau Marthe, Regie: Tobias Wellemeyer, DNT WEIMAR)
- 2020: Vor Sonnenaufgang – Ewald Palmetshofer (Rolle: Annemarie Krause, Regie: Stephan Rottkamp, DNT WEIMAR)
- 2019: Reichstags-Reenactment – Diverse (Rolle: Diverse, Regie: Nurkan Erpulat, Kunstfest Weimar)
- 2019: Drei Tage auf dem Land – Patrick Morber (Rolle: Natalja, Regie: Juliane Kann, DNT WEIMAR)
- 2019: Das Recht des Stärkeren – Dominik Busch (Rolle: Nadja Studer, Regie: Jan Neumann, DNT WEIMAR)
- 2019: November 1918 – Alfred Döblin (Rolle: Rosa Luxemburg, Regie: André Bücker, DNT WEIMAR)
- 2018: Unterleuten – Juli Zeh (Rolle: Jule Flies, Regie: Jenke Nordalm, DNT WEIMAR)
- 2018: Verzicht auf zusätzliche Beleuchtung – Charles Bukowski (Rolle: Diverse, Regie: Stephan Rottkamp, Ruhrfestspiele, DNT WEIMAR)
- 2018: Nathan der Weise – Gotthold E. Lessing (Rolle: Prinzessin Sittah, Regie: Hasko Weber, DNT WEIMAR)
- 2018: Funkhaus Weimar – Matthias Rebstock (Rolle: Diverse, Regie: Matthias Rebstock, Kunstfest Weimar)
- 2017: Nullzeit – Juli Zeh (Rolle: Jola, Regie: Brian Bell, DNT WEIMAR)
- 2017: Die Goldberg-Variationen – George Tabori (Rolle: Ernestina van Veen, Regie: Thomas Dannemann, DNT WEIMAR)
- 2015: Maria Stuart – Friedrich Schiller (Rolle: Maria Stuart, Regie: Markus Bothe, DNT WEIMAR)
- 2015: Wallenstein 1, 2, 3 – Friedrich Schiller (Rolle: Gräfin Tertzky, Regie: Hasko Weber, DNT WEIMAR)
- 2015: Der zerbrochene Krug – Heinrich v. Kleist (Rolle: Eve, Regie: Jan Neumann, DNT WEIMAR)
- 2014: Baumeister Solness – Henrik Ibsen (Rolle: Hilde Wangel, Regie: Jan Neumann, DNT WEIMAR)
- 2014: Schwarze Bären – Kai Ivo Baulitz (Rolle: Lore Bollmann, Regie: Enrico Stolzenburg, DNT WEIMAR)
- 2014: Mephisto – nach Klaus Mann (Rolle: Barbara Mann, Regie: Robert Schuster, DNT WEIMAR)
- 2014: Radio Cooperativa – Kevin Rittberger (Rolle: Longka, Regie: Jakob Fedler, DNT WEIMAR)
- 2013: Schuld und Sühne – Fjodor Dostojewski (Rolle: Sonja, Regie: Thomas Dannemann, DNT WEIMAR)
- 2013: Draußen vor der Tür – Anton Tschechow (Rolle: Frau Kramer, Regie: Volker Lösch, Schaubühne Berlin)
- 2013: Der Kirschgarten – Wolfgang Borchert (Rolle: Warja, Regie: Matthias Gehrt, Theater Krefeld – Mönchengladbach)
- 2013: Pension Schöller – Wilhelm Jacoby (Rolle: Franziska, Regie: Michael Gruner, Theater Krefeld – Mönchengladbach)
- 2012: AltArmArbeitslos – Die Bremer – Volker Lösch (Rolle: Ursula von der Leyen, Regie: Volker Lösch, Theater Bremen)
- 2012: Leonce und Lena – Georg Büchner (Rolle: Lena, Regie: Mirja Biel, Jörg Zboralski, Theater Bremen)
- 2011: Glaube Liebe Hoffnung – Ödön von Horváth (Rolle: Elisabeth, Regie: Hüseyin M. Cirpici, Theater Bremen)
- 2011: Ulrike Maria Stuart – Elfriede Jelinek (Rolle: Gudrun, Königin Elisabeth, Regie: Mirja Biel, Jörg Zboralski, Theater Bremen)
- 2011: Ein Volksfeind – Henrik Ibsen (Rolle: Billing, Regie: Robert Schuster, Theater Bremen)
- 2010: Woyzeck – Georg Büchner (Rolle: Marie, Regie: Robert Schuster, Theater Bremen)
- 2010: La dolce vita – nach Federico Fellini (Rolle: Giúsi, Königin Elisabeth, Regie: Mirja Biel, Jörg Zboralski, Theater Bremen)
- 2010: Was ihr wollt – W. Shakespeare (Rolle: Curio, Schlagzeugerin, Regie: Robert Schuster, Theater Bremen)
- 2010: Pinocchio – nach C. Collodi (Rolle: Pinocchio, Regie: Dirk Böhling, Theater Bremen)
- 2009: Das AK-System – Lionel Spycher (Rolle: Marina Brémont, Regie: Hüseyin M. Cirpici, Theater Bremen)
- 2009: Das stille Kind – Martin Crimp (Rolle: Carol, Regie: Christian Pade, Theater Bremen)
- 2008: Künstler – Tankred Dorst (Rolle: Paula Modersohn-Becker, Regie: Christian Pade, Theater Bremen)
- 2008: Titus Andronicus – W. Shakespeare (Rolle: Lavinia, Regie: Christine Eder, Theater Bremen)
- 2008: Die bitteren Tränen der Petra – von Kant; R. W. Fassbinder (Rolle: Karin Thimm, Regie: Mirja Biel, Theater Bremen)
- 2007: Die Katze auf dem heißen Blechdach – T. Williams (Rolle: Maggie, Regie: Christian von Treskow, Theater Bremen)
- 2007: Bunbury – Oscar Wilde (Rolle: Cecely, Regie: Albert Lang, Theater Bremen)
- 2006: About a band – Nick Wood (Rolle: Kim, Regie: Philippe Besson, Hans-Otto-Theater Potsdam)
- 2006: Effi Briest – Theodor Fontane (Rolle: Effi, Regie: Carsten Andörfer, Seefestival Wustrau)
- 2006: Sagt Lila – Sagt Lila (Rolle: Lila, Regie: Stephan Thiel, Theater unterm Dach Berlin)
- 2005: Hexenjagd – Arthur Miller (Rolle: Abigail, Regie: Frank Matthus, Hans-Otto-Theater Potsdam)
- 1990: Liebe und Magie in Mamas Küche – Lina Wertmüller (Rolle: Mädchen, Regie: Barbara, Jürgen Esser, Städtische Bühnen Augsburg)

## Auszeichnungen
- 2006: dreimalige Auszeichnung für die beste schauspielerische Darstellung der Hauptrolle in der Arte Filmproduktion Die Besucher (BEST FEMALE PERFORMANCE, BEST NARRATIVE SHORT – Idaho Panhandle, International Film Festival 2006, BEST ACTRESS WINNIPEG – International Film Festival 2006)
- 2003: Studentenpreis der Lichtburgstiftung Berlin